# Museo de la Cerveza de Leópolis

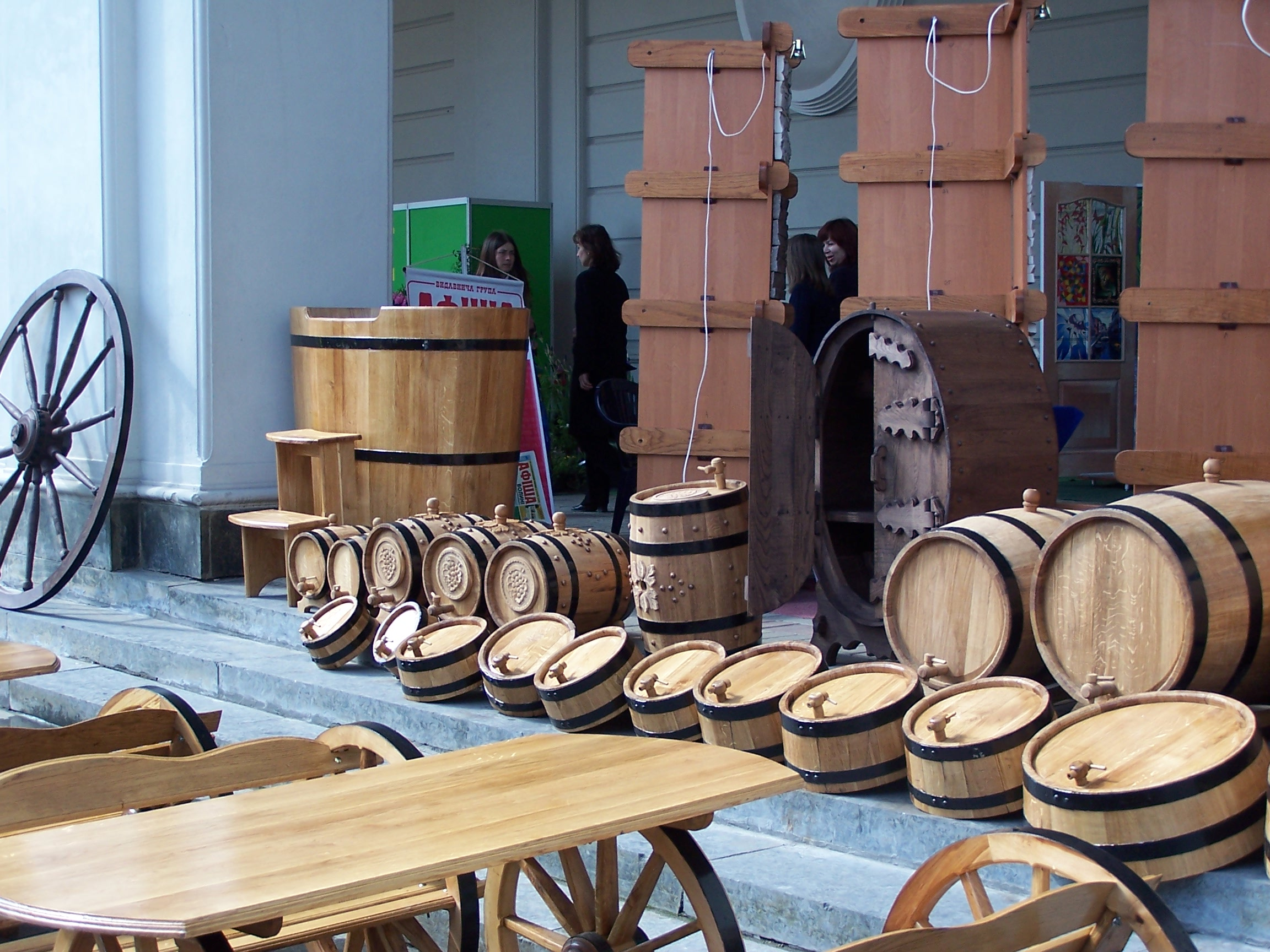
Museo de la Cerveza.

Museo de la Cerveza situado en la localidad ucraniana de Leópolis fue fundado en 2005. Es primer museo en Ucrania dedicado a la cerveza. Está situado en el número 18 de la calle Kleparivska.
El museo está ubicado en unos 600 metros cuadrados de la fábrica de cerveza de Leópolis y sus exposiciones permiten conocer los modos de producción de esta bebida en el pasado o los tipos de botellas y barriles, entre otros temas. En el museo también hay una sala, llamada "Sala de los Degustadores", donde los visitantes pueden probar cualquier marca de cerveza que se produce en la fábrica de Leópolis.
La primera mención escrita sobre esta bebida en Lviv aparece en el año 1384, a cargo de Hanko Kleper, quien compró una pequeña fábrica para producir cerveza en la ciudad. Desde los tiempos de la Unión Soviética la producción de cerveza ha crecido mucho, y dos marcas, «zhigulevske» y «lvivske», se han hecho populares en todo el país.